# آوانلو (خداآفرین)
آوانلو یکی از روستاهای استان آذربایجان شرقی است که در دهستان کیوان بخش مرکزی شهرستان خداآفرین واقع شده‌است. این روستا ۱۰۹ نفر جمعیت دارد.